# Kanton Lédignan
Kanton Lédignan (francouzsky Canton de Lédignan) je francouzský kanton v departementu Gard v regionu Languedoc-Roussillon. Tvoří ho 12 obcí.

## Obce kantonu
- Aigremont
- Boucoiran-et-Nozières
- Cardet
- Cassagnoles
- Domessargues
- Lédignan
- Lézan
- Maruéjols-lès-Gardon
- Massanes
- Mauressargues
- Saint-Bénézet
- Saint-Jean-de-Serres